# Vương Song
Vương Song (chữ Hán: 王雙, bính âm: Wang Shuang; mất 228) tự là Tử Toàn (子全), là một vị tướng lĩnh của nhà Tào Ngụy trong thời kỳ Tam Quốc của lịch sử Trung Quốc. Ban đầu Vương Song tòng quân tham gia các trận chiến trong trận chiến chống lại nhà Đông Ngô là Tôn Quyền nhưng đã bị đánh bại và không may bị bắt. Sau đó, Vương Song lại gia nhập quân Ngụy và đã được điều động đến phía tiền phương phía Tây chống lại các cuộc tấn công của quân Thục do Gia Cát Lượng phát động, ông đã bị quân Thục do Ngụy Diên chỉ huy phục kích và giết chết trong một trận đánh. Trong Tam Quốc diễn nghĩa, Vương Song được phóng đại là một vị tướng có sức mạnh và tài nghệ, thậm chí là võ tướng mạnh nhất của quân Tào Ngụy tại thời điểm đó.

## TrongTam Quốc diễn nghĩa
Trong Tam Quốc diễn nghĩa của La Quán Trung, Vương Song được đề cập đến tại Hồi 97, xuất hiện trong lần tấn công thứ hai của quân Thục.

### Ngoại hình
Khi quân Thục tấn công xâm phạm lãnh thổ nước Ngụy, Tào Chân đã tiến cử Vương Song cự Thục và được chấp nhận. Vương Song được mô tả là một viên đại tướng người Lũng Tây phụ trách chỉ huy kị binh Tây Lương, có thân hình dài chín thước, lưng gấu, mình hổ, mắt đen nhưng con ngươi vàng, sử dụng một đại đao sáu mươi cân, cưỡi ngựa thiên lý, giương nổi cung hai tạ, trong mình thường giắt ba chùy lưu tinh, ném đâu trúng đấy, có sức khỏe muôn người không địch nổi. Sau lại được ban cho áo gấm giáp vàng, phong làm Hổ Oai tướng quân, Tiền bộ Đại tiên phong.

### Tại ải Trần Thương
Khi quân Thục đang vây ải Trần Thương, Vương Song đem quân đến cứu, Khổng Minh hỏi: Có ai dám ra địch Vương Song? Ngụy Diên xin đi nhưng Khổng Minh không đồng ý mà cử Tỳ tướng Tạ Hùng cấp cho ba nghìn quân và Tỳ tướng Cung Khởi được cấp cho ba nghìn quân. Tạ Hùng dẫn quân đi trước, gặp Vương Song đánh nhau chưa được ba hiệp, bị Vương Song chém chết. Quân Thục thua chạy Vương Song đuổi theo. Cung Khởi tiếp ứng vào đánh, mới được vài hiệp, lại bị Vương Song chém chết. Quân thua về báo với Khổng Minh.
Khổng Minh sai Liêu Hóa, Vương Bình, Trương Ngực ba người ra cự chiến. Ba người dàn trận, Vương Song ra giao phong với Trương Ngực, được vài hiệp chưa phân thắng phụ, Vương Song giả thua chạy, Trương Ngực sấn vào đuổi. Vương Bình gọi Trương Ngực vội vàng quay ngựa về, thì đã bị Vương Song quăng một chùy lưu tinh đến, trúng vào sau lưng. Trương Ngực nằm rạp xuống yên ngựa mà chạy. Vương Song đuổi theo. Vương Bình, Liêu Hóa đổ ra chận lại, cứu được Trương Ngực, Vương Song thúc quân đánh rát một trận, quân Thục tổn hại rất nhiều.
Trương Ngực về đến trại, thổ ra vài đấu huyết. Trương Ngực nói với Khổng Minh rằng: Vương Song khỏe lắm, không sao địch nổi. Qua trận đấu với Vương Song, Khổng Minh thấy thiệt mất hai tướng mà Trương Ngực thì bị thương. Sau đó ông này phải dùng đến mưu kế.

### Bị phục kích
Lúc này Vương Song dẫn binh tuần tiễu các đường nhỏ, cho quân Thục không dám vận lương, Vương Song tuần phòng các đường nhỏ rất nghiêm ngặt. Sau đó quân Thục tập kích, Ngụy Diên cự nhau với Vương Song ở đường Trần Thương và thua chạy, Vương Song dẫn binh cố sức đuổi theo hơn hai mươi dặm, dần dần đuổi kịp quân Thục. Vương Song thúc ngựa đuổi dấn lên. Thì phía sau có lửa cháy phải tạm quy về, khi qua một sườn núi, thì Ngụy Diên ở trong bụi cây nhảy xô ra, giật nảy mình chưa kịp đề phòng bị Ngụy Diên chém chết, lăn xuống ngựa.
Ngụy Diên đã theo kế của Khổng Minh, chỉ để ba chục tên kỵ binh, phục ở bên cạnh trại Vương Song, đợi ông này kéo quân đi thì phóng hỏa đốt trại rồi phục sẵn một chỗ, đợi hắn trở về bất thình lình xông ra mà chém.
Vương Song xả thân cứu Tào Chân, hứng chịu tên bắn từ nỏ thần của quân Ngụy Diên.
Ngụy Diên chém Vương Song rồi về Hán Trung ra mắt Khổng Minh, trao trả quân mã. Khổng Minh mở đại yến, hội cả các tướng lại ăn mừng. Nhờ chiến công chém Vương Song, Khổng Minh được tưởng thưởng còn Hác Chiêu thì báo việc này với Trương Cáp.